# Juan de Borgoña le jeune
Juan de Borgoña le jeune, en espagnol Juan de Borgoña el Joven, est un peintre espagnol actif à Tolède de 1533 à 1565, né à Tolède vers 1500, mort à Ciudad Rodrigo en 1565.

## Biographie
Il est le fils de Juan de Borgoña. Il a été formé dans l'atelier de son père. Les informations sur sa carrière sont rares. Son style a été établi à partir d'œuvres qui avaient été auparavant attribuées à des peintres castillans inconnus. Il a terminé plusieurs œuvres qui étaient restées inachevées à la mort de son père. Il est resté fidèle à son style, avec des coloris froids et l'importance du dessin.
Il a travaillé sur quelques tableaux avec Lorenzo de Ávila qui avait été un élève de son père et s'était installé à Toro, dans la province de Zamora.